# Beer Sheva Spartans 2022-2023
Questa voce raccoglie le informazioni riguardanti i Beer Sheva Spartans nelle competizioni ufficiali della stagione 2022-2023.

## Israel Football League 2022-2023

### Stagione regolare
| Petah Tiqwa 27 gennaio 2023, ore 19:30 2ª giornata | Petah Tikva Troopers | 0 – 21 | Beer Sheva Spartans |  |

| Be'er Sheva 9 febbraio 2023, ore 21:00 4ª giornata | Beer Sheva Spartans | 12 – 48 | Carmel Dogs |  |

| Mazkeret Batya 3 marzo 2023, ore 9:00 7ª giornata | Mazkeret Batya Silverbacks | 18 – 14 | Beer Sheva Spartans |  |

| Beer Sheva 9 marzo 2023, ore 21:00 8ª giornata | Beer Sheva Spartans | 6 – 48 | Tel Aviv Pioneers | Sportek Beer Sheva |

| 2023 9ª giornata | Jerusalem Lions | 50 – 0 (a tavolino) | Beer Sheva Spartans |  |

| Be'er Sheva 30 marzo 2023, ore 21:00 11ª giornata | Beer Sheva Spartans | 40 – 0 | Petah Tikva Troopers |  |

| Ramat HaSharon 14 aprile 2023, ore 9:00 12ª giornata | Ramat HaSharon Hammers | 50 – 0 | Beer Sheva Spartans |  |

| Be'er Sheva 20 aprile 2023, ore 21:00 13ª giornata | Beer Sheva Spartans | 18 – 42 | Beit Shemesh Rebels |  |

### Statistiche di squadra
| Competizione      | %Vittorie | In casa | In casa | In casa | In casa | In casa | In casa | In trasferta | In trasferta | In trasferta | In trasferta | In trasferta | In trasferta | Totale | Totale | Totale | Totale | Totale | Totale |
| Competizione      | %Vittorie | G       | V       | N       | P       | Pf      | Ps      | G            | V            | N            | P            | Pf           | Ps           | G      | V      | N      | P      | Pf     | Ps     |
| ----------------- | --------- | ------- | ------- | ------- | ------- | ------- | ------- | ------------ | ------------ | ------------ | ------------ | ------------ | ------------ | ------ | ------ | ------ | ------ | ------ | ------ |
| Stagione regolare | .250      | 4       | 1       | 0       | 3       | 76      | 138     | 4            | 1            | 0            | 3            | 35           | 118          | 8      | 2      | 0      | 6      | 111    | 256    |
| Totale            | .250      | 4       | 1       | 0       | 3       | 76      | 138     | 4            | 1            | 0            | 3            | 35           | 118          | 8      | 2      | 0      | 6      | 111    | 256    |